# Rachid Habchaoui
Rachid Habchaoui, född 4 juli 1950, är en algerisk friidrottare. Han deltog vid olympiska sommarspelen 1980.